# Chlumec nad Cidlinou (hrad)
Chlumec nad Cidlinou je zaniklý vodní hrad, který stával ve stejnojmenném městě v okrese Hradec Králové. Založen byl ve druhé polovině 15. století. V roce 1521 hrad získali Pernštejnové, kteří jej nechali razantně přestavět. V průběhu 17. století ztratil svou pevnostní funkci a stal se rezidencí rodu Kinských, kterou zůstal až do výstavby zámku Karlova Koruna. Starý hrad poté sloužil jen k hospodářským účelům a ve druhé polovině 20. století byl zbořen.

## Historie
Hrad byl zřejmě založen ve druhé polovině 15. století, pravděpodobně v sedmdesátých až osmdesátých letech za Samuela z Hrádku a Valečova. V roce 1521 koupil hrad Vojtěch z Pernštejna, který objekt výrazně přestavěl: kolem hradu bylo vybudováno raně renesanční opevnění s velkými zemními rondely. V roce 1547 přešel hrad pod královskou komoru, která jej spravovala až do roku 1611 a nechala znovu upravit (v letech 1570–1572 probíhala přestavba podle návrhu Ulrica Aostalliho) a také zde roku 1579 nechala na základě rozhodnutí císaře Rudolfa II. vybudovat pivovar.
Za třicetileté války bylo opevnění objektu dále posilováno, i přesto byl ale významně poškozen: byl dobyt roku 1634 Sasy a roku 1639 Švédy. V průběhu 17. století byla zbourána věž i opevnění, hrad byl postupnými stavebními úpravami přeměněn na zámek (zámecký charakter začal hrad získávat již v průběhu Aostalliho přestavby v 16. století) a stal se rezidencí rodu Kinských. Objekt neztratil na významu ani výstavbou nového zámku Karlova Koruna (vybudován 1721–1723), o čemž svědčí návštěva císařovny Marie Terezie na hradě v roce 1743. Až roce 1745 byl hrad poničen požárem natolik, že už byl pak využíván jen k hospodářským účelům. V roce 1925 získalo hrad na základě pozemkové reformy do majetku město. Přestože některé zdroje uvádějí, že zbytky valů byly rozvezeny v roce 1956, byl ještě v roce 1956 hrad prozkoumán, zaměřen, byly zabezpečeny jeho střešní krytiny a provedeno provizorní odvodnění. V roce 1957 pak architekt Karel Kotas vypracoval projekt rekonstrukce v souvislosti s uvažovaným umístěním muzea selských bouří. K tomu ale nikdy nedošlo. Definitivní demolice zbytků starého hradu byla provedena v Akci Z v roce 1964.

## Lokalita
Hrad byl situován mezi dnešními ulicemi 9. května a U Starého hradu (název ulice je připomínkou existence hradu v těchto místech). Na plotě v ulici 9. května u domu č. 151 je umístěna informační tabulka s historií vodního hradu.

## Stavební podoba
Stavební podoba původního hradu z 15. století je nejasná. Z rané stavební fáze se až do dvacátého století dochovalo východní křídlo paláce, který měl půdorys ve tvaru písmene L. Na styku obou křídel byla během pernštejnské přestavby postavena štíhlá věž. Pernštejnové nechali také vybudovat tzv. rondelové opevnění. Rondelový systém byl obzvlášť účinný u pevnostních staveb situovaných v rovině, protože umožňoval maximální využití výhod dělostřelby. Obrana chlumeckého hradu byla navíc posílena vodním příkopem, který hrad obklopoval. V té době byl chlumecký hrad společně s Kunětickou Horou, Pardubicemi a Tovačovem jedním z nejkvalitnějších dělostřeleckých opevnění ve střední Evropě.

## Hrad vumění
Vodní hrad Chlumec nad Cidlinou je přehledně zobrazen na vedutě italského fortifikačního inženýra Carla Cappiho vytvořené rytcem Mathäem Merianem roku 1640. Na rytině je nápis Das Schloß Chlumnitz in Böhmen, welches die Kays. den Schweden mit gwalt abgenohmen im Februario 1640. (Zámek Chlumec v Čechách, který byl císařskými Švédům násilím odebrán v únoru 1640).